# Salvamento de nucleotídeos
Uma via de recuperação ou via de resgate é uma via metabólica na qual um produto biológico é produzido a partir de intermediários na via de degradação de sua própria substância ou de uma substância semelhante.  O termo refere-se frequentemente ao salvamento de nucleótidos em particular, no qual os nucleótidos (purinas e pirimidinas) são sintetizados a partir de intermediários na sua via de degradação.
As vias de recuperação de nucleotídeos são usadas para recuperar bases e nucleosídeos que são formados durante a degradação de RNA e DNA.  Isto é importante em alguns órgãos porque alguns tecidos não podem sofrer síntese de novo.  Os produtos recuperados podem então ser convertidos novamente em nucleotídeos. As vias de resgate são alvos para o desenvolvimento de medicamentos, sendo uma família chamada de antifolatos.
Uma série de outras substâncias biologicamente importantes, como a metionina e o nicotinato, têm as suas próprias vias de recuperação para reciclar partes da molécula.

## Substratos
A via de recuperação de nucleotídeos requer substratos distintos:

### Pirimidinas
Uridina fosforilase ou pirimidina-nucleosídeo fosforilase substitui o fosfato anomérico ligado ao carbono da ribose 1-fosfato pela base livre uracila, formando o nucleosídeo uridina.  Uridina quinase (também conhecida como uridina-citidina quinase) pode então fosforilar o carbono 5’ deste nucleósido em monofosfato de uridina (UMP). UMP/CMP quinase (EC 2.7.4.14) pode fosforilar UMP em difosfato de uridina, qual nucleosídeo difosfato quinase pode fosforilar em trifosfato de uridina.
Timidina fosforilase ou pirimidina-nucleosídeo fosforilase adiciona 2-desoxi-alfa-D-ribose 1-fosfato a timina, com a ligação da timina no carbono anomérico da desoxirribose, formando o desoxinucleosídeo timidina.  Timidina quinase pode então fosforilar o carbono 5' deste composto em monofosfato de timidina (TMP).  Timidilato quinase pode fosforilar o TMP em difosfato de timidina, o qual o nucleosídeo difosfato quinase pode fosforilar em trifosfato de timidina.
Os nucleosídeos citidina e desoxicitidina podem ser recuperados ao longo da via do uracil pela citidina desaminase, que os converte em uridina e desoxiuridina, respectivamente.  Alternativamente, a uridina-citidina quinase pode fosforilá-los em monofosfato de citidina (CMP) ou monofosfato de deoxicitidina (dCMP).  UMP/CMP quinase pode fosforilar (d)CMP em difosfato de citidina ou difosfato de deoxicitidina, o qual a nucleosídeo difosfato quinase pode se fosforilar em trifosfato de citidina ou trifosfato de deoxicitidina.

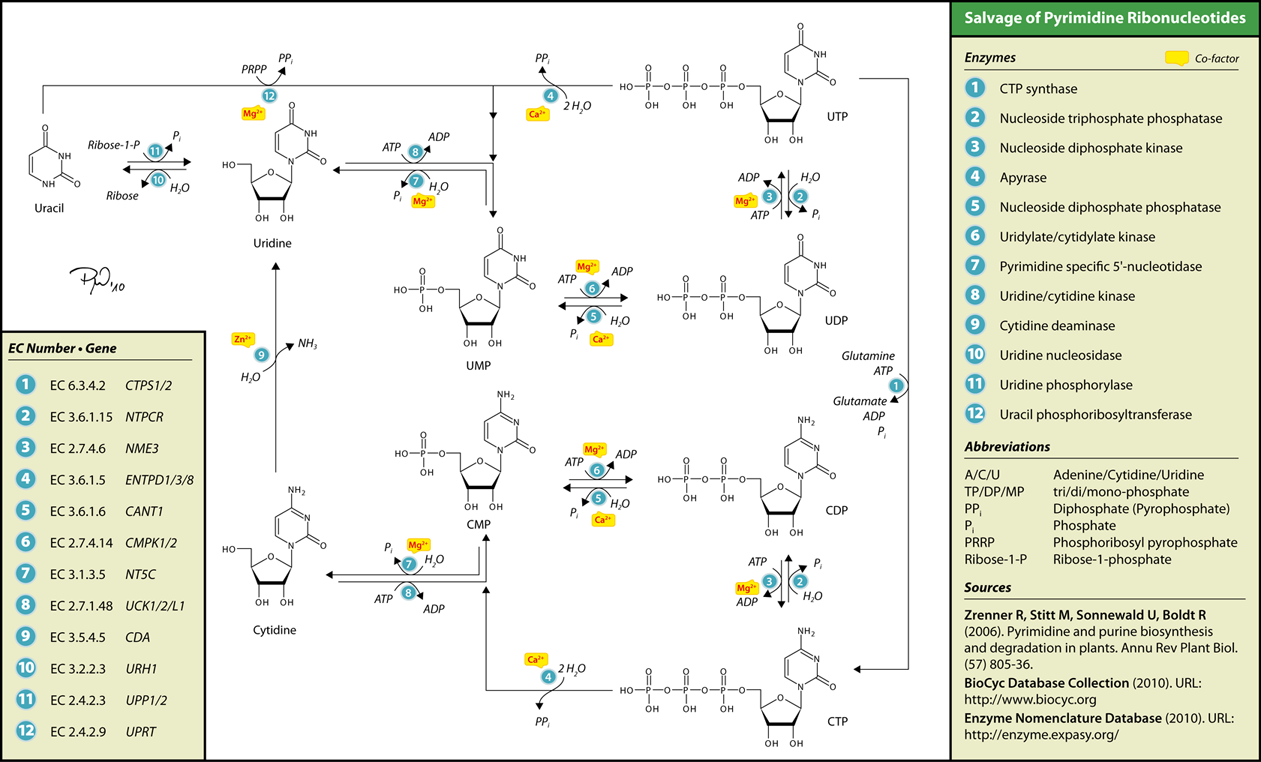
O resgate de ribonucleotídeos de pirimidina.

### Purinas
Fosforibosiltransferases adicionam ribose-5-fosfato ativado (fosforribosil pirofosfato, PRPP) a bases, criando nucleosídeos monofosfatos.  Existem dois tipos de fosforibosiltransferases: adenina fosforibosiltransferase (APRT) e hipoxantina-guanina fosforibosiltransferase (HGPRT).  HGPRT é uma enzima importante no metabolismo da via das purinas e sua deficiência está implicada em síndrome de Lesch-Nyhan.
| Nucleobase  | Enzima                                               | Nucleotídeo |
| hipoxantina | hipoxantine/guanina fosforibosil transferase (HGPRT) | IMP         |
| guanina     | hipoxantina/guanina fosforibosil transferase (HGPRT) | GMP         |
| adenina     | adenine fosforibosil transferase (APRT)              | AMP         |

## Biossíntese de folato
Ácido tetraidrofólico e seus derivados são produzidos por vias de recuperação do GTP.

## Outros rotas de salvamento
Salvamento de L-metionina é a rota que regenera metionina dos seus produtos a jusante. Uma versão da rota usa metiltioadenosina (MTA), formando o chamado ciclo MTA com sua reação de síntese. Esta ação de reciclagem de enxofre é encontrada em humanos e parece ser universal entre a vida aeróbica.
Salvamento de nicotinato é o processo de regeneração do dinucleótido de nicotinamida e adenina do ácido nicotínico.  Esta via é importante para controlar o nível de stress oxidativo em células.  O gene humano NAPRT codifica a principal enzima na via.  As células cancerígenas, que têm maiores necessidades de NAD, tendem a regular positivamente a via.
Também existem vias de recuperação para ceramida, cobalamina, componentes da parede celular e tetraidrobiopterina em vários organismos.